# 越前平井駅
越前平井駅（えちぜんへいいえき）は、かつて福井県鯖江市平井町にあった福井鉄道鯖浦線の駅（廃駅）である。

## 歴史
- 1926年（大正15年）10月1日：鯖浦電気鉄道の駅として開業。
- 1945年（昭和20年）8月1日：合併により、福井鉄道鯖浦線の駅となる。
- 1973年（昭和48年）9月29日：鯖浦線全線廃止に伴い廃駅となる。

## 駅構造
相対式ホーム2面2線の地上駅で、木造駅舎を有していた。晩年は駅舎側のホームのみを使用していた。駅構内には引込み線があった。

## 駅跡
駅舎があった所は現在、平井児童センターがある。かつて引込み線があった所はミニ公園になっている。駅舎の反対側のプラットホームだけ残されていて、サイクリングロードの休憩広場として利用されている。ホームには駅名標を模した案内板が立っているが、振り仮名は「へいい」ではなく駅跡のある地区名の「ひらい」となっている。

## 隣の駅
福井鉄道
鯖浦線
水落駅 - （水落信号所） - 越前平井駅 - 川去駅
鯖浦線（旧線）
南水落駅 - （水落信号所） - 越前平井駅 - 川去駅